# Toilettenaffäre
Die Toilettenaffäre (alternativ: Toilettengate) bezeichnet eine politische Affäre der Partei Die Linke, die sich am 10. November 2014 aus einer dargestellten Bedrängung und Verfolgung des damaligen Fraktionschefs Gregor Gysi bis auf eine Toilette des Deutschen Bundestages entwickelte, nachdem Gysi eine Ausweichveranstaltung mit den israelkritischen jüdischen Journalisten Max Blumenthal und David Sheen in den Räumen der Linksfraktion abgelehnt hatte. 

## Ablauf
Die Abgeordneten der Linkspartei Annette Groth, Inge Höger, Heike Hänsel und das Parteivorstandsmitglied Claudia Haydt hatten den israelkritischen US-amerikanischen jüdischen Journalisten Max Blumenthal und den israelischen investigativen Journalisten David Sheen für den 9. November 2014 (dem Jahrestag der Novemberpogrome 1938) zu einer geplanten Veranstaltung in der Berliner Volksbühne am Rosa-Luxemburg-Platz eingeladen. Diese Veranstaltung wurde durch die Leitung der Volksbühne abgesagt, nachdem die Abgeordneten Volker Beck (Die Grünen), Petra Pau (Die Linke) und der Präsident der Deutsch-Israelischen Gesellschaft Reinhold Robbe (SPD) in einem Brief an die Volksbühne dargestellt hatten, die beiden Referenten hätten bereits in der Vergangenheit antisemitische Ressentiments bedient und die israelische Politik mit der des Nationalsozialismus verglichen. Sie seien entsprechend bei der Lösung des Nahostkonfliktes „keine fachkundige Hilfe“. Der Fraktionsvorsitzende Gregor Gysi untersagte in der Folge eine Ausweichveranstaltung in den Räumen der Linksfraktion des Bundestages. Als Veranstaltungen für den 10. und 11. November 2014 war ein Besuch des Bundestags und eine Rede an einer Universität in Berlin geplant.
Am 10. November 2014 begleiteten die Abgeordneten der Linkspartei Annette Groth, Inge Höger und Heike Hänsel die beiden Journalisten und Martin Lejeune zu einem von ihnen als „Fachgespräch über die israelischen Angriffe auf Gaza“ bezeichneten Treffen in das Paul-Löbe-Haus des Bundestags. In diesem Gespräch hätten Sheen und Blumenthal Boykottkampagnen gegen Israel gefordert und behauptet, der Zionismus habe sich zu einem weltweiten Rassismus entwickelt. Palästinensische Opfer des jüngsten Konflikts zwischen der Hamas und Israel seien indirekte Opfer des Holocausts. Danach führten die drei Abgeordneten sie wahrscheinlich zu Gysis Büro, um ihn zur Rede zu stellen. Die anschließende lautstarke Verfolgungsjagd bis zur Toilette, in Anwesenheit der Abgeordneten, wurde von Lejeune (und Sheen) gefilmt und von den Israelkritikern ins Netz gestellt. Diese Videoaufnahmen sorgten bundesweit für Aufsehen.
Höger und Groth gehören zur „israelkritischen“ Gruppe innerhalb der Linken. Sie waren Teilnehmer auf dem Schiff Marvi Marmara, das im Mai 2010 im Ship-to-Gaza-Zwischenfall daran gehindert wurde, eine im Mittelmeer verhängte Blockade des Gazastreifens zu durchbrechen.

## Reaktionen

### Innerhalb der Linkspartei
In der Partei Die Linke entbrannte nach Bekanntwerden des Vorfalls ein offener Streit zwischen den Flügeln in Fragen der Israelpolitik. Im Aufruf vom 14. November Ihr sprecht nicht für uns warfen namhafte Vertreter der Partei den beteiligten Abgeordneten Höger, Groth und Hänsel sowie dem Parteivorstandsmitglied Claudia Haydt vor, eine Dämonisierung Israels und eine Relativierung des Holocaust zu betreiben. Mit Blumenthal und Sheen habe man ausgerechnet am Jahrestag der Novemberpogrome 1938 eigenmächtig zwei Journalisten eingeladen, die schon durch Vergleiche Israels mit Nazi-Deutschland aufgefallen seien. 
Sahra Wagenknecht, damals noch stellvertretende Fraktionsvorsitzende und Angehörige des linken Flügels der Partei, kritisierte ihrerseits den Aufruf und wies darauf hin, dass Gysi bereits eine Entschuldigung der Abgeordneten angenommen habe. Wer jetzt noch nachtrete, dem gehe es nicht um die Hetzjagd auf Gysi, sondern um eine willkommene Gelegenheit, mit drei linken Fraktionsmitgliedern abzurechnen. Sie erinnerte die Unterzeichner des Aufrufs an eine Erklärung zum militärischen Eingreifen in Kobane, auf den kein Aufruf dieser Art erfolgt sei. Sie sagte, wer einen solchen Stil der innerparteilichen Auseinandersetzung einführe, der solle bedenken, dass es ihn demnächst selbst treffen könne.
Höger und Groth versicherten nach ihrer Entschuldigung bei Gysi, dass sie nie eine Veranstaltung organisieren wollten, in der zum Hass gegen Israel oder zu einer Delegitimierung des Staates Israel aufgerufen werden sollte. Zusammen mit weiteren Unterstützern veröffentlichten sie am 11. November 2014 ihrerseits eine Erklärung, in der sie Pau (Die Linke) und Beck (Die Grünen) für ihre Intervention bei der Volksbühne kritisierten. Sheen und Blumenthal werde zu Unrecht Antisemitismus unterstellt.
Der Vorfall hatte parteiintern keine personellen Konsequenzen. Höger blieb weiter Fraktionssprecherin für Abrüstungspolitik, Groth zuständig für Menschenrechte, Hänsel für Entwicklungspolitik. Der Tagesspiegel vermutete als Ursache für das Unterbleiben des innerparteilich geforderten Fraktionsausschlusses, dass Die Linke damit den Status als größte Oppositionsfraktion und Gysi damit die Rolle des Oppositionsführers verloren hätte.
Für die Zukunft allerdings stellten Gysi und der Parteivorstand klar, Veranstaltungen der Partei Die Linke müssten auf der Grundlage des Grundsatzprogramms und des Wahlprogramms stattfinden. Diese verpflichteten zum Kampf gegen den Antisemitismus und enthielten ein Bekenntnis zum Existenzrecht Israels sowie für eine Zweistaatenlösung in Nahost.
Heike Hänsel soll laut Der Spiegel die Einladung von Sheen und Blumenthal ihrer beiden Parteikolleginnen zwar nicht unterstützt haben, doch aber Zuhörerin bei der Diskussion mit Sheen und Blumenthal gewesen sein. Anschließend habe sie versucht, einen Kontakt mit Gysi herzustellen. „Der Versuch geriet dann außer Kontrolle – mit den bekannten Folgen und dem Film, der schließlich von den Aktivisten ins Netz eingespeist wurde.“

### Max Blumenthal und Martin Lejeune
Max Blumenthal verteidigte sein Verhalten in einem Gespräch mit Nicolaj Gericke auf RT Deutsch. Er behauptete, es herrsche im Westen eine totalitäre Kultur, bei der Darstellung der Vorgänge am 10. November 2014 sei „die Berichterstattung der Springer-Presse und Der Spiegel beinahe identisch“. Alles basiere, so Blumenthal weiter in der Darstellung des Tagesspiegel, „auf Informationen, die sie von rechten Elementen in den USA haben“. Danach kündigte Jasmin Kosubek das Gespräch mit Martin Lejeune an. Gysi, so Lejeune, habe seinen Teil zu einer „Kampagne“ gegen die beiden Journalisten beigetragen und sei nun auch mitverantwortlich dafür, dass der seit Jahren in Israel lebende Sheen Morddrohungen ausgesetzt sei.

### Hausverbot
Bundestagspräsident Norbert Lammert (CDU) leitete nach dem Vorfall gegen Blumenthal und Sheen Verfahren zur Erteilung eines Hausverbots im Deutschen Bundestag ein, mit der Begründung, dass „jeder Versuch, auf Mitglieder des Deutschen Bundestages Druck auszuüben, sie körperlich zu bedrängen und damit die Wahrnehmung der Aufgaben des Hauses zu gefährden“, inakzeptabel sei. Beide erhielten Hausverbot aufgrund Paragraph 7 Absatz 4 der Hausordnung des Deutschen Bundestages.

### Simon-Wiesenthal-Zentrum
Das Simon-Wiesenthal-Zentrum setzte den Vorfall an die vierte Stelle der weltweit schlimmsten antiisraelischen/antisemitischen Vorfälle des Jahres 2014 und betonte, Höger und Groth hätten eine wesentliche Rolle dabei gespielt, Hass auf Israel zu schüren.